# Hydriomena cruziata
Hydriomena cruziata är en fjärilsart som beskrevs av Paul Dognin 1901. Hydriomena cruziata ingår i släktet Hydriomena och familjen mätare. Inga underarter finns listade i Catalogue of Life.